# Pieter Loridanshof
Pieter Loridanshof is een hofje in de Nederlandse stad Leiden, aan de Oude Varkenmarkt 1. Het hofje werd gesticht in 1655 door Pieter Loridan en bestaat uit een ingangspaviljoen met regentenkamer en 12 woningen. In 1950 is het klaphuis gerestaureerd. Sinds 1968 heeft het de status rijksmonument.